# Garbanzos con callos

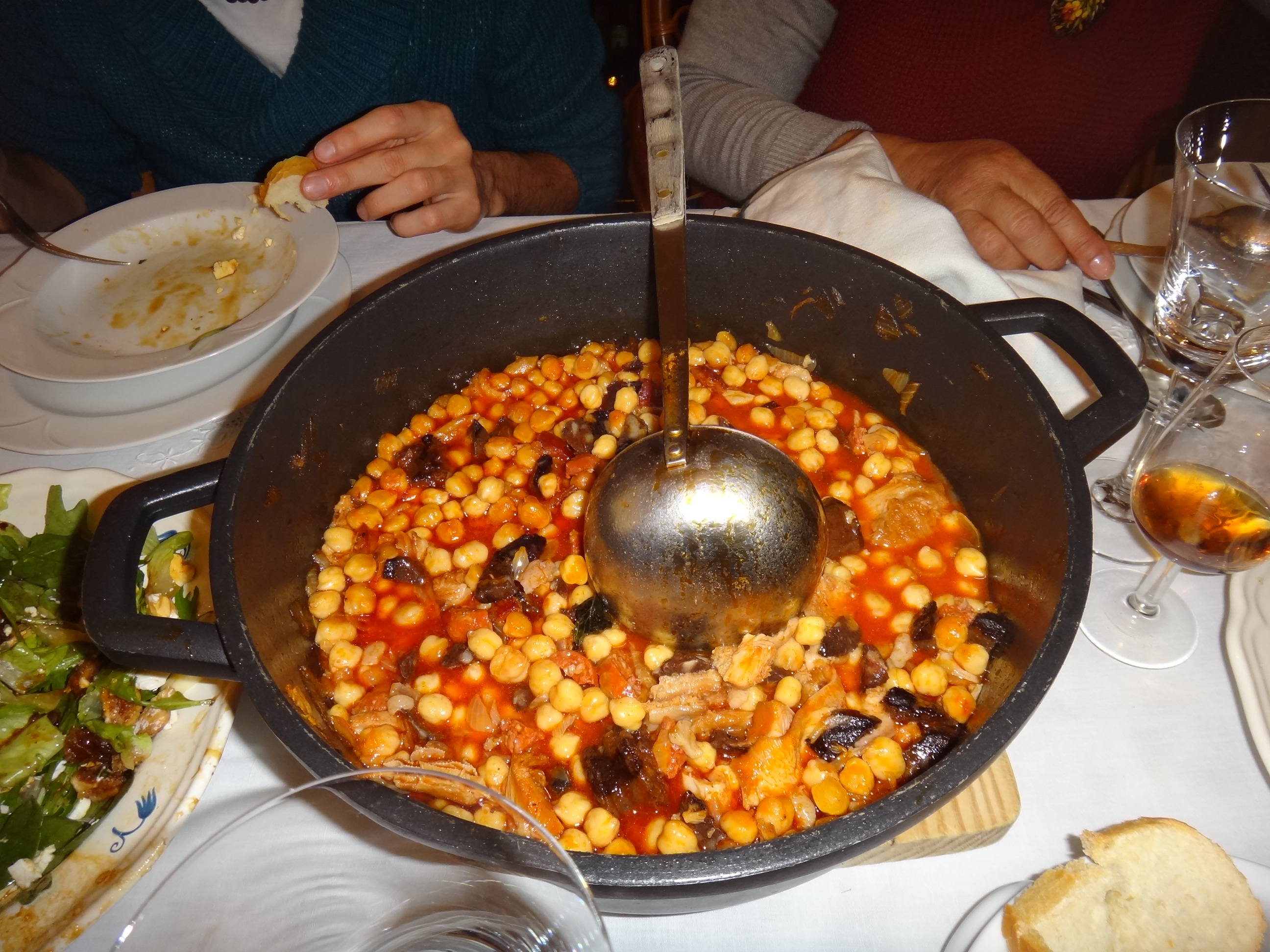
Callos con garbanzos servidos en comunidad.

Los garbanzos con callos son una preparación culinaria en forma de cocido que emplea como ingredientes principales los garbanzos y los callos (mondongo o estómago de bovino). Se suele preparar con garbanzos cocidos en agua, y un conjunto de tripas de bovino en adobo. Este plato es popular en diversas partes de Castilla y León. Los platos andaluces y los gallegos les ponen garbanzos a los callos.

## Historia
La primera versión documentada de este plato se debe a Ángel Muro en su libro El Practicón en el año 1893. La cocinera y escritora Carmen de Burgos ya en 1918 los describe como callos coloraos en su obra la cocina moderna.